# Шипшина корична
Шипши́на травне́ва (Rosa majalis Herrm.), шипшина корична (Rosa cinnamomea sensu L.) — один із видів шипшин, найбагатший на вітамін С.

## Ботанічний опис

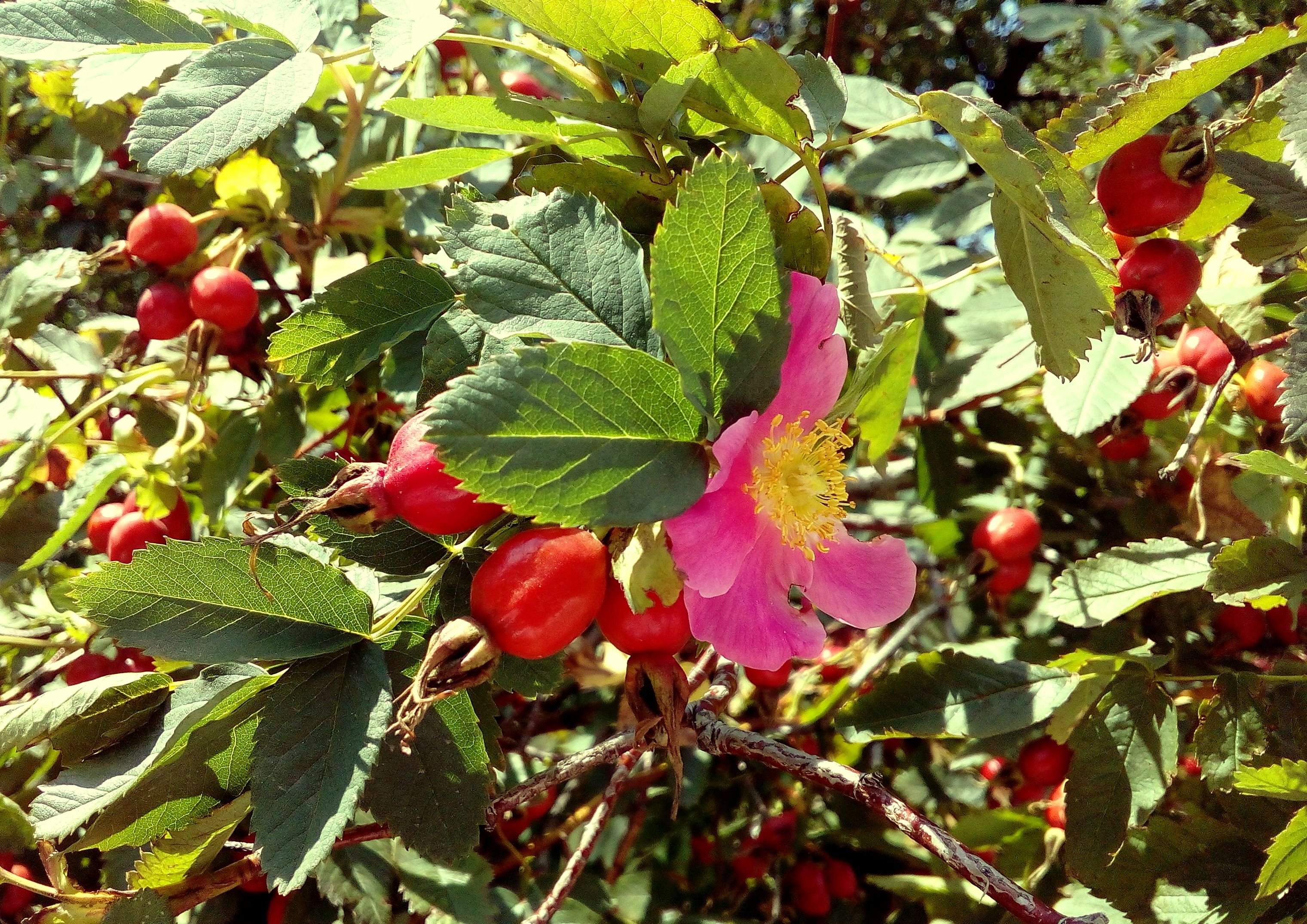
Шипшина — нетипове цвітіння (серпень 2020, Харків)

Листки непарноперисті, з 5–7 довгасто-еліптичними або довгасто-яйцюватими гостропилчастими листочками. 
Квітки з приємним запахом, з ланцетовидними приквітковими листками, п'ятипелюсткові, пелюстки блідо- або темно-червоні, широко-яйцюваті. 
Плід — несправжня ягода з численними горішкоподібними сім'янками всередині. Плоди м'ясисті, зверху гладенькі, всередині волосисті, оранжеві або червоні, приємні на смак, містять яблучну й цитринову кислоти, флавоноїди, ванілін, бетулін, ізокверцитрин, лікопін, цукор, дубильні речовини, каротеноїди, ксантофіл, пектини, вітаміни (до 1,7%) С, А, В2, Е, К і Р; в сім'янках — летку і жирну олії. 
Цвіте у травні-червні, ягоди достигають у жовтні.